# Caleta Michilla
Caleta Michilla es una localidad costera con estatus de caleta pesquera al norte del balneario de Hornitos, a orillas de Ruta 1 en la comuna de Mejillones. localizada a 110 kilómetros al norte de la ciudad de Antofagasta y a 77 kilómetros al sur de Tocopilla, en la Región de Antofagasta, Chile.
Cuenta con unos 250 habitantes, y su principal actividad es el comercio, la extracción de algas y el arriendo de propiedades a mineras.
Su origen se remonta a la caleta de pescadores asentados en esta localidad. Con el desarrollo de la actividad minera de la Mina Michilla, se generó un proceso de expansión de este asentamiento con la inversión de Antofagasta Holdings en el año 1983.
En esta localidad existe un muelle y terminal marítimo para el ácido sulfúrico, muy utilizado en la minería del cobre. Este muelle es apto para buques de 135 a 185 metros de eslora. También posee una escuela básica rural, la Escuela Lucila Godoy Alcayaga, que en 2024 contaba con 17 alumnos de primero a sexto básico.
Además de lo anterior, aquí también se encuentra a poca distancia del poblado el Aeródromo Carolina